# おうちでごはん つくってみーよ
『おうちでごはんつくってみーよ』は、山形放送にて2021年4月4日から放送を開始した料理番組である。また以前この時間帯に放送していた『酒の肴つくってみーよ』の後継番組である。
また、2023年3月25日を持って番組を終了することが発表された。

## 主な内容
- お家で手軽に作れる酒の肴をテーマに、お酒大好き料理修行中の佐藤舞子が、料理のいろはを町の料理人から学ぶことをテーマにしている番組。

## 出演者
- MC - 佐藤舞子
- ナレーター - 佐塚崇恭 （YBC山形放送アナウンサー）